# Carles de Lannoy
Carles de Lannoy,senyor de Sanzeilles, Erquelinnes i Maingoval (Valenciennes, ca. 1487 - Gaeta, 23 de setembre de 1527), noble borgonyó nomenat virrei de Nàpols (1522 a 1527).

## Biografia
Carles de Lannoy va ser el fill més petit de Jean de Lannoy, senyor de Maingoval i la seva esposa, Philipotte de Lalaing. De jove va entrar al servei de l'emperador Maximilià I on va destacar pel seu valor i dots de comandament.
Membre del consell privat del jove duc Carles de Borgonya el 1515, cavaller del Toisó d'Or el 1516, s'havia casat el 1510 amb Françoise de Montbel. Abans del seu nomenament com a virrei, Lannoy havia començat a interessar-se pel Regne de Nàpols dins de la tendència a l'acumulació de títols honorífics i econòmics a Espanya i Itàlia empresa per l'alta noblesa borgonyona que formava el nucli de la cort a l'inici del regnat de Carles V. El 1519, el nou emperador va prometre al seu antic cortesà, que ja comptava amb els importants oficis de gran cavaller i conseller, un dels Set Oficis del Regne de Nàpols, i va tornar a confirmar la mercè l'abril de 1521, encara que altres compromisos contrets amb nobles locals com els Colonna i els Ávalos li impedien realitzar llavors la promesa. Tan primerenques expectatives d'ascens en el regne napolità per part de Lannoy es van veure superades en ser nomenat virrei el maig de 1522, després de la mort de Ramon Folc de Cardona-Anglesola, que havia mantingut la política de Ferran el Catòlic de respecte a l'autonomia local i entesa amb la noblesa, per donar pas a una nova orientació tendint a inserir el país en els interessos globals de la monarquia.
La conjuntura bèl·lica de les primeres guerres amb Francesc I de França va impedir a Lannoy imprimir un gir al govern, que seria postergat fins als anys de Pedro Álvarez de Toledo. Cridat al camp de batalla al capdavant dels efectius hispano-napolitans, Lannoy va romandre la major part del seu virregnat fora del país, gestionat per diversos lloctinents, encara que sense perdre per això de vista els seus objectius d'engrandiment patrimonial, afavorits pels seus serveis militars. Quan la seva participació en la batalla de Pavia li va procurar el moment de màxim prestigi de la seva carrera, va obtenir com a principal recompensa de l'emperador, el febrer de 1526, la domación perpètua i hereditària de la ciutat de Sulmona, amb títol de principat, al costat de la ciutat d'Ortona ad Marema i el lucratiu ofici de la dohanella mene pecudum de l'Abruzzo, cosa que li va permetre assentar el seu llinatge entre l'alta noblesa del regne. A la mort de Lannoy a 1527 la seva família va romandre a Nàpols, incrementant les seves successives compres i mercedes règies el patrimoni que havia començat a acumular el virrei.